# Richard Roeper
Richard Roeper, född 17 oktober 1959 i Chicago, Illinois, är en amerikansk kolumnist för tidningen Chicago Sun-Times och filmkritiker. Från september 2000 till augusti 2008 var han värd tillsammans med Roger Ebert för det amerikanska tv-programmet Ebert & Roeper.